# واشنطن دياز
واشنطن دياز (بالإسبانية: Washington Díaz)‏ هو دراج أوروغواياني، ولد في 20 يوليو 1954 في مالدونادو في الأوروغواي.

## وصلات خارجية
- واشنطن دياز على موقع أرشيف الدراجات (الإنجليزية)
- واشنطن دياز على موقع إحصائيات الدراجات الإحترافية (الإنجليزية)
- واشنطن دياز على موقع أوليمبيديا (الإنجليزية)